# Transporte Colectivo Urbano de Luanda
Transporte Colectivo Urbano de Luanda (TCUL) és una empresa de transports de la capital d'Angola, Luanda. TCUL va ser fundada el 12 de juliol de 1988. És de titularitat estatal depenent del Ministeri de Transports del govern central, i l'única empresa de transports de titularitat estatal. A més de 40 línies d'autobusos a la província de Luanda, també opera línies d'autobusos terrestres des de Luanda fins a Benguela, Sumbe, N'dalatando, Malange, Uíge, i Huambo. TCUL disposava de 300 busos, aviat expandits a 400. El president del Consell d'Administració és Mário Silva. En 2013 va patir una greu vaga dels seus treballadors, que reivindicaven millores salarials. En 2017 va rebre 240 nous vehicles dels 900 adquirits pel govern d'Angola per a reforçar el transport públic.